# Dangerous Lies (film fra 1921)
Dangerous Lies er en britisk stumfilm fra 1921 af Paul Powell.

## Medvirkende
- David Powell som Sir Henry Bond
- Mary Glynne som Joan Farrant
- Arthur M. Cullin som Eli Hodges
- Ernest A. Douglas som Reverend Farrant
- Warburton Gamble som Leonard Pearce
- Clifford Grey som Franklin Bond
- Minna Grey som Olive Farrant